# Kropf Sámuel
Kropf Sámuel (? – Sopron, 1835. június 22.) ágostai evangélikus tanító Sopronban 1813-tól 1835-ig.

## Munkái
- Am Grabe des Samuel Druglányi, Schüler der Rede- und Dichtkunst von seinem Freunde, den 1. April 1812. Oedenburg.
- Prolog zur hohen Vermählungsfeyer des ... Fräuleins Theresia Freynn v. Szirmai Temesvár, (1812.)
- Die Gelegenheit, da Demoiselle Therese Fischer Erste Sängerinn der k. k. Hoftheater zu Wien die neuerbaute k. städtische Bühne zu Pest in Metastasio's und Mozart's Oper: Die Grossmuth des Titus als Vitellio betrat. Ofen, 1812.
- Morgen-, Abend-, Beicht-, und Kommunion-Gebethe, mit auserlesenen Mess-und andern Kirchen-Gesängen. Ofen, 1812. (Uj kiadás, 1831.)
- Rundgesang für treue Bewohner der österreich. Monarchie am Geburtsfeste ihres erhabensten Kaisers. Gesungen von der F. Kübler'schen Schauspieler-Gesellschaft in dem städtischen Theater zu Oedenburg den 12. Februar 1816. Oedenburg, 1816.
- Gebet u. Liederbuch für Stadt und Landschulen. Uo. 1832.